# Raynald Leclerc
Pour les articles homonymes, voir Leclerc.
 (avril 2024).
Il peut être nécessaire de l'améliorer pour respecter le principe de neutralité de point de vue. Veuillez consulter la page de discussion pour plus de détails.

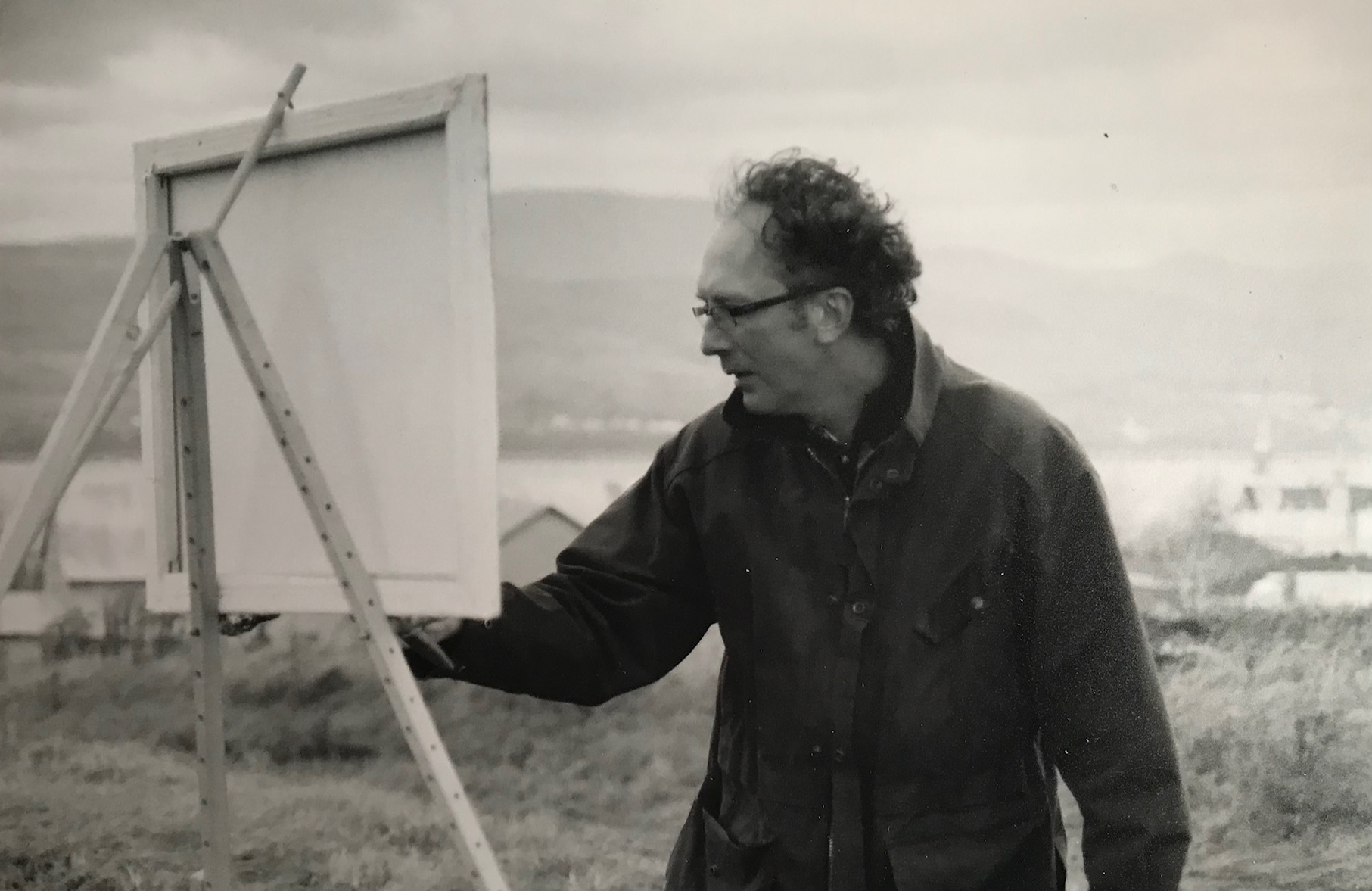
Raynald Leclerc au travail sur l'Île d'Orléans, Québec, Canada.

Raynald Leclerc, né le 12 décembre 1961 à Saint-Michel-de-Bellechasse sur la Rive-Sud de Québec, au Canada, est un artiste et peintre canadien.

## Biographie
Raynald Leclerc est un peintre autodidacte du Québec; il grandit au bord du fleuve Saint-Laurent, qui figure dans de nombreux de ses tableaux. À l'âge de 18 ans, il s’inscrit aux études pré-universitaires en architecture et durant ses études, il développe sa technique avec ses premiers exercices de rendus.
Il présente une première exposition individuelle en 1984 à la galerie Quatre Saisons à Québec et un an plus tard, Lise Leclerc, courtier en œuvres d'art, devient son agent. En 1994, il entreprend un voyage dans l'Ouest canadien, et s'installe à Victoria sur l'île de Vancouver. Ses randonnées se retrouvent dans des dizaines de dessins et peintures sur toile.
En 1998, la Galerie d’Art Internationale de Québec devient son agent officiel pour l’ensemble du territoire canadien; plusieurs expositions sont présentées à Québec, Ottawa, Toronto et Edmonton au cours des années qui suivent.
Entre 2013 et 2014, Raynald Leclerc entreprend trois voyages en Provence où il réalise plusieurs esquisses qu’il ramène dans son atelier à Québec. Inspiré par son itinéraire provençal, il peint une série de tableaux qui se retrouve lors d’expositions au Québec et en France. Il expose ses œuvres à la galerie Hesbé Bolzonello à Saint-Paul-de-Vence jusqu'en 2017. Aujourd’hui ses tableaux sont exposés dans l’ensemble du Canada.

## Style

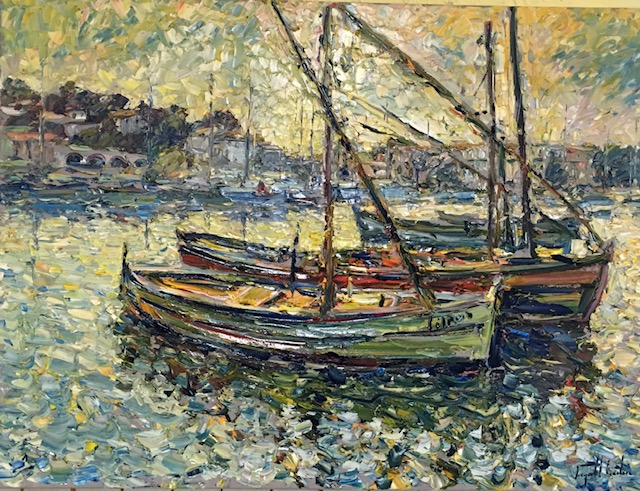
Les pointus, Cassis, France

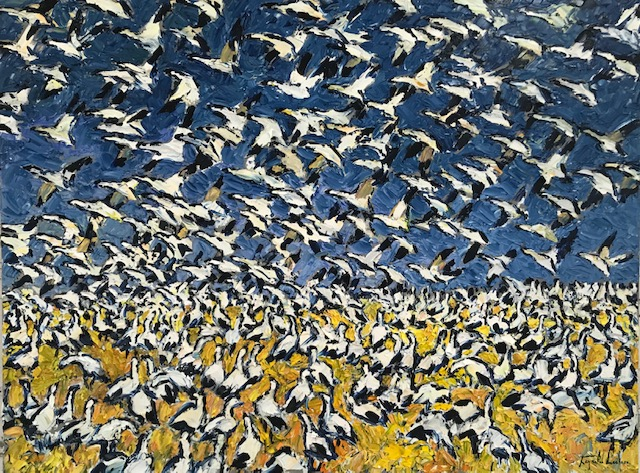
Envolée des oies, Québec, Canada

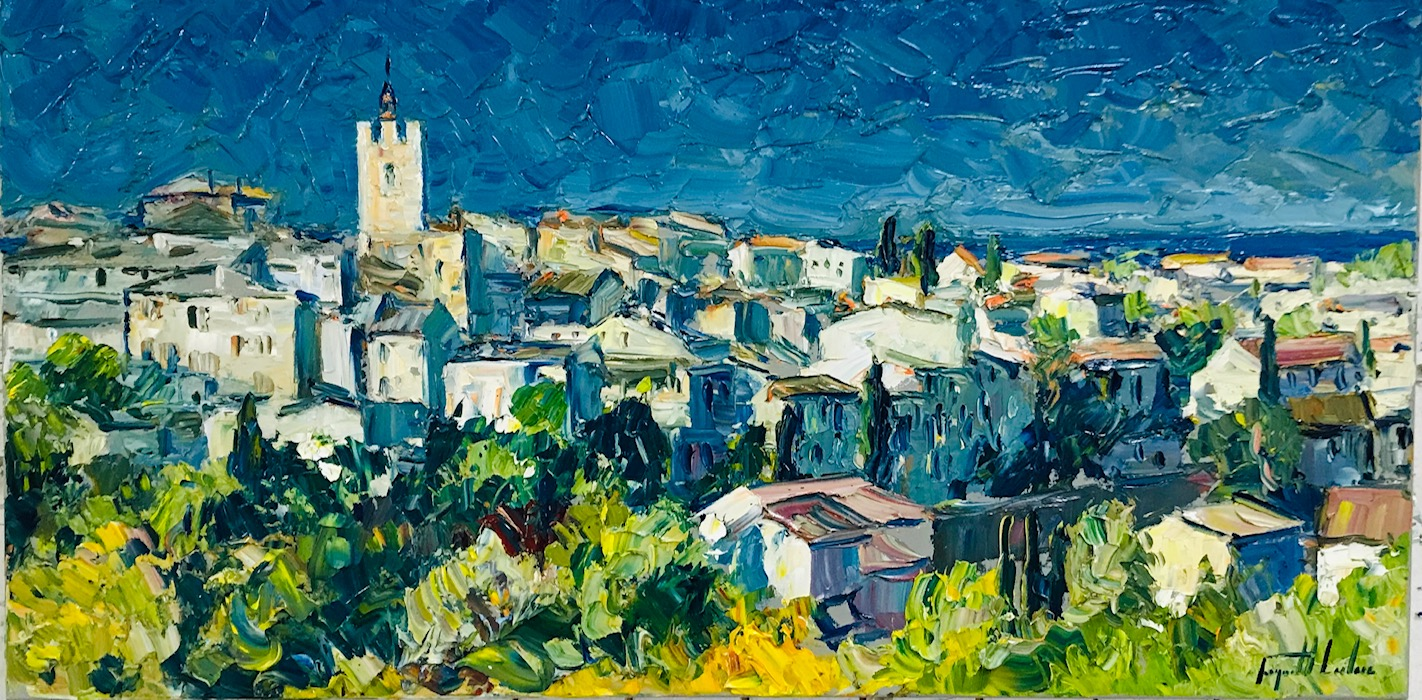
Village de Saint-Paul de Vence, France

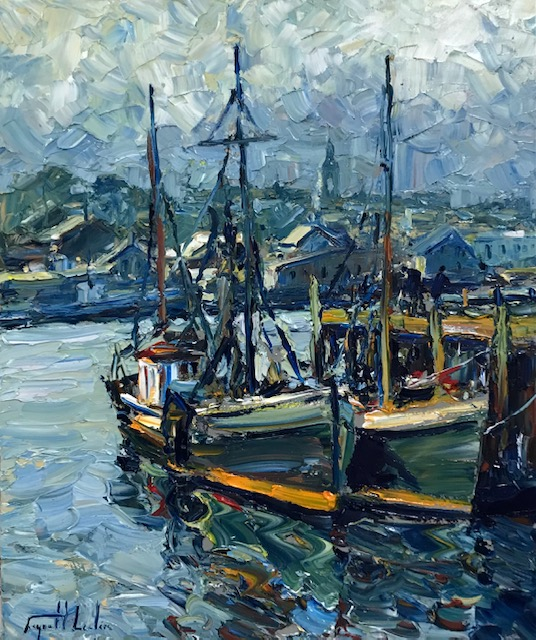
Gloucester Harbor, USA.

Tout en restant fidèle au genre du paysage--naturel et urbain--l'œuvre de Raynald Leclerc évolue au cours de sa carrière. Au début des années 1980, il aura deux influences marquantes: le peintre Christian Bergeron l'initiera à la peinture au couteau alors que Francesco Iacurto le sensibilisera à l'importance des contrastes et de l'intensité des couleurs.
L´art de Raynald Leclerc s´ínspire aussi des impressionnistes, surtout Claude Monet, par la priorité de la nature et de la lumière, tandis qu´il garde un caractère distinctif grâce à la solidité architecturale de sa composition et à la variation texturale de son empâtement. Cette combinaison caractéristique de son art, qui suscite l´expression « sculpter la lumière », s´affirme en 2003  lors de l´exposition «Au coeur du Vieux-Québec », marquant ses vingt ans de carrière.
En 2010 Leclerc réalise une série de tableaux intitulée « l’île d’Orléans » dans laquelle il explore les jeux de lumière à la surface des objets et de la toile même. Au cours des années, son travail à la spatule devient plus prononcé et ses couleurs plus vives, signalant une tendance plus expressive dans son art, typique des peintres postimpressionnistes, notamment  Vincent van Gogh. Cette tendance se manifeste surtout à partir de 2014 dans l´exposition « Leclerc en Provence » (2014). Son intérêt se porte ensuite sur les reflets et les mouvements de l´eau dans ses transmutations de liquide en vapeur et en neige, tel que dans l'exposition « Leclerc au fil de l’eau » en     2016.
En même temps, l´élargissement progressif du point de vue, qui trouve son point culminant en 2019, dans l'exposition « Leclerc à vol d'oiseau », lui permet de capter des perspectives innovatrices sur la ville de Québec et ses alentours, en suscitant chez le spectateur des réflexions sur la nature même de la peinture. Ses explorations artistiques se prolongent dans l´exposition « Les Oies » en 2025 par la parenté entre l´élan de l´imagination créatrice et l´envolée de cet oiseau emblématique du Canada.

## Historique d'expositions

### Canada
- Galerie d'Art Quatre Saisons inc, ville de Québec (Québec), octobre 1984
- Galerie le Chien D'Or, ville de Québec (Québec), avril 1988
- Galerie du Vieux Village, Boucherville (Québec), octobre 1989
- Symposium de Peinture du Carnaval de la ville de Québec, février 1991
- Galerie d'Art de la Falaise, Sherbrooke (Québec), novembre 1991.
- Salon des Galeries d'Art du Québec, Place Bonaventure, Montréal (Québec), novembre 1995
- Galerie Symbole Art, Montréal (Québec), octobre 1996
- Galerie Symbole Art, Montréal (Québec), octobre 1997
- Galerie d'Art Internationale, ville de Québec (Québec), octobre 1998
- Galerie d'Art Internationale, ville de Québec (Québec), avril 2000
- Galerie d'Art Internationale, ville de Québec (Québec), avril 2002
- « Au cœur du Vieux-Québec », Galerie d'Art Internationale, Québec, mai 2003
- « Mémoires d'un Grand Fleuve », Galerie d'Art Internationale, Vieux-Québec (Québec), avril 2006
- « Québec la nuit », Galerie d'Art International, Vieux-Québec, Québec, avril 2008
- « L'ile d’Orléans vue par Raynald Leclerc », Galerie d'Art Internationale, Québec (Québec), mai 2010
- Artworld Fine Art, Toronto (Ontario), mai 2011
- Koyman Galeries , Ottawa (Ontario), novembre 2011
- « Dans le sillage du Saint-Laurent », Galerie d'Art Internationale, Québec (Québec), mai 2012[18]
- « A Canadian Artist's Journey », West End Gallery, Edmonton (Alberta), avril 2013[19]
- West End Gallery, Edmonton (Alberta), avril 2015
- "Leclerc au fil de l'eau", Galerie d'Art Internationale, Vieux-Québec, Québec, avril 2016 [20]
- Artworld Fine Art, Toronto (Ontario), avril 2017
- "Charlevoix to Provence », Koyman Gallery, Ottawa (Ontario), avril 2018[21]
- "Québec a vol d'oiseau" Galerie d'Art Internationale, Vieux-Québec (Québec), mai 2019

### France
- « Leclerc en Provence », Domaine Souviou, Le Beausset (Provence), juin 2014[22]

## Publications
- Raynald Leclerc - Au Cœur du Vieux-Québec[23], texte de Robert Filion, photographie de Louis Charbonneau, Québec, Galerie d'art internationale, juin 2003, 72 p.,  (ISBN 2-9808252-0-4)[24]
- L’île d’Orléans vue par Raynald Leclerc, texte Robert Filion, photos Louis Charbonneau, Galerie d'art internationale, 2010, 72 p.,  (ISBN 978-2-9808252-1-7)
- Dans le Sillage du Saint-Laurent, poème de Raynald Leclerc, photographie de Louis Charbonneau, Québec, Galerie d'Art Internationale, mai 2012, catalogue 30 p.
- A Canadian Artist's Journey[25], rédaction par Robert Filion. édition Lithochic, design L'Orange Bleue, catalogue 32 p.
- Leclerc en Provence, édition Sylvain Harvey, texte de Robert Filion, dépôt légal: Bibliothèque et archives nationales du Québec  & bibliothèque et archives nationales du Canada, 2014, 66 p.,  (ISBN 978-2-923794-67-9)[26]
- Leclerc au Fil de l'Eau, texte de Robert Filion et William J. Berg, Galerie d'art internationale, 2016, 34 p.[27]
- Leclerc à vol d'oiseau, texte Robert Filion, impression Deschamps, Galerie d'art internationale, 2019, catalogue 34 p.
- Ever Higher (Leclerc toujours plus haut)  William J. Berg, Québec 2019, fascicule 20 p.[28]

## Distinctions
- Hommage à Raynald Leclerc, événement tenu au Cercle de la Garnison de Québec sous la présidence d’honneur de l’honorable J.Michel Doyon[29], lieutenant-gouverneur du Québec[30], 2 juin 2017.

## Galerie

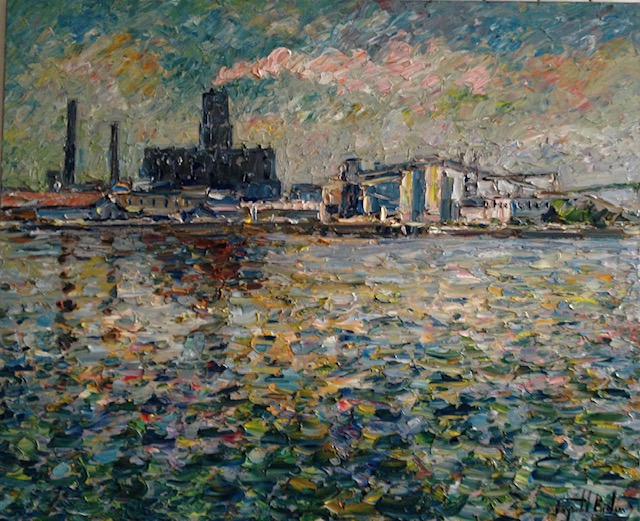
L'usine, port de Québec, Canada
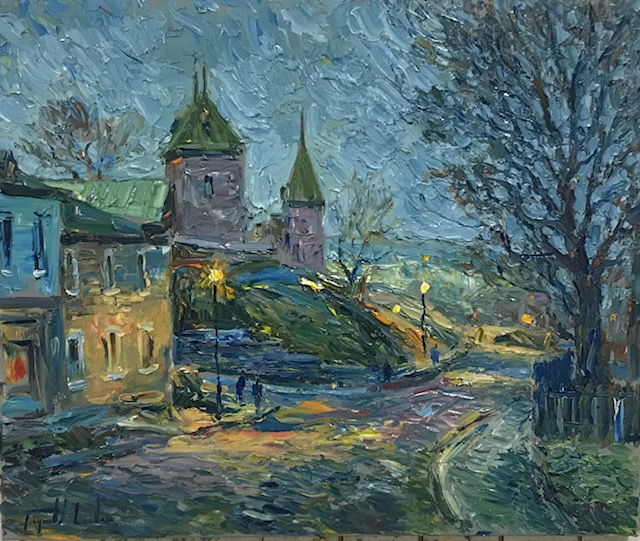
A la tombée de la nuit, rue de la Citadelle, Ville de Québec
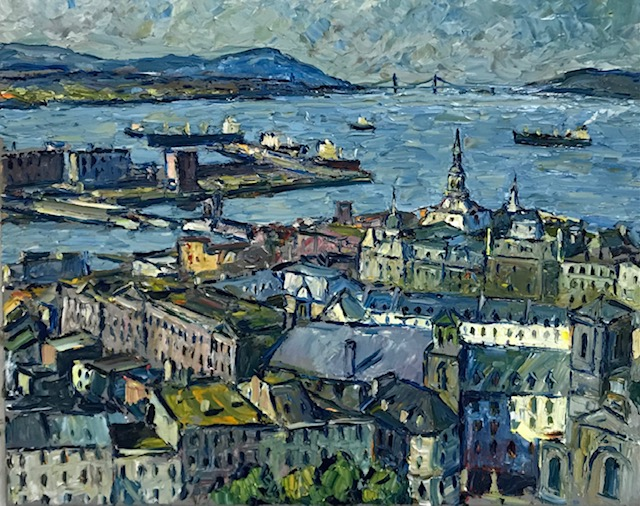
Le port de la ville de Québec
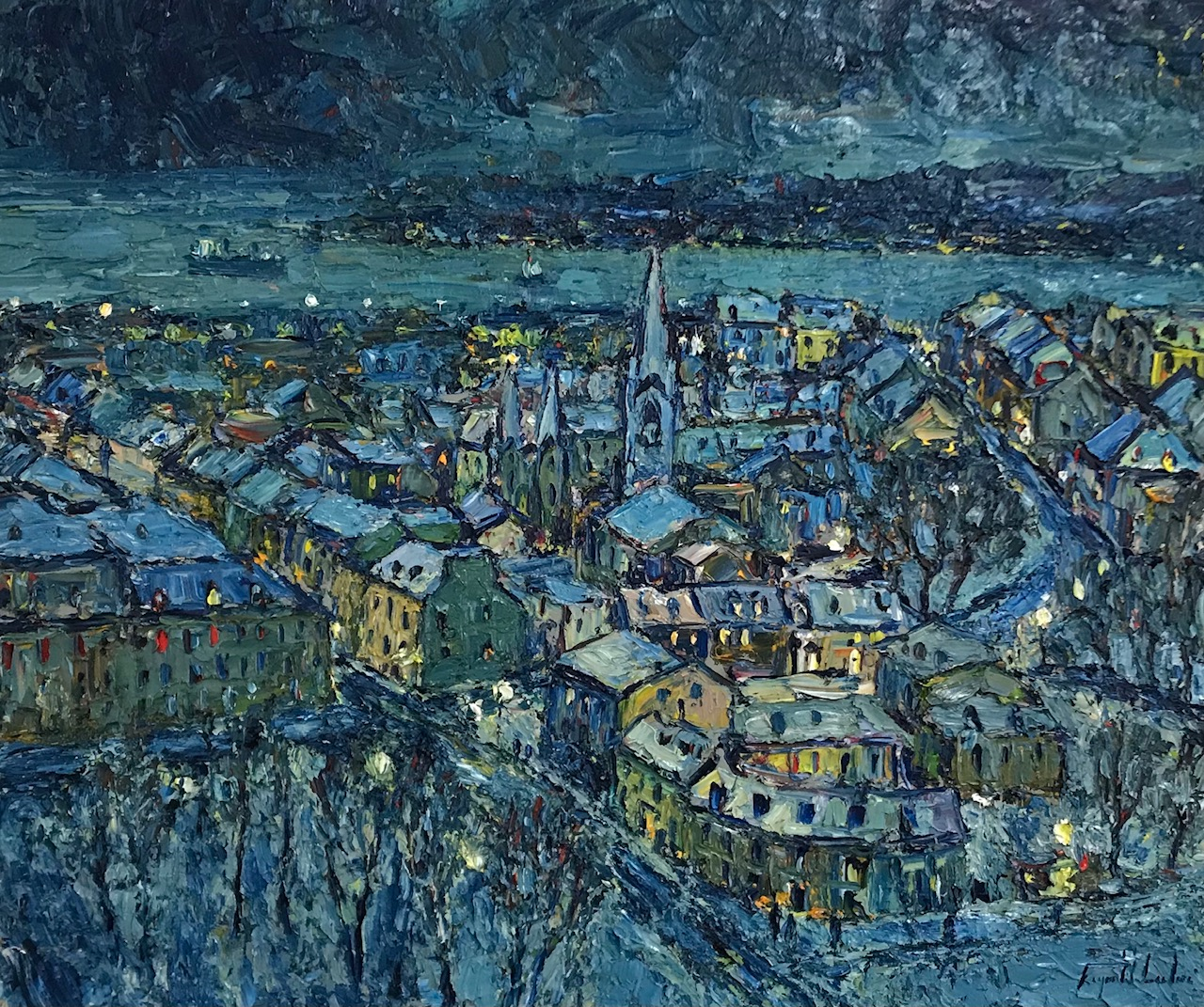
Québec à vol d'oiseau, Canada
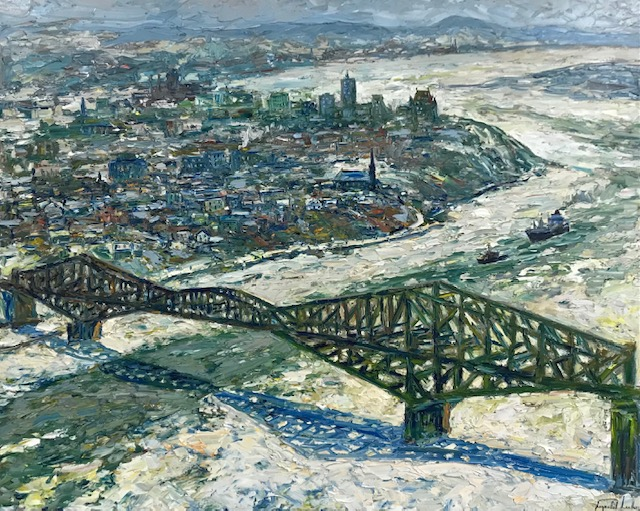
Le pont de Québec vu du ciel, Canada